# Tautra kloster
Tautra kloster, eller Monasterium sanctæ Mariæ de Tuta insula, er et tidligere middelalderligt kloster, der lå på øen Tautra i Trondheimsfjorden, der i dag er en ruin. Der vides kun ganske lidt om selve klosterbygningen, men ifølge islandske årbøger skulle den være brændt i 1251. Klosterruinerne blev i 1846 givet som gave til Fortidsminneforeningen. I dag er ruinerne forholdsvis velbevarede og er et yndet turistmål.